# Pseudolestes
Pseudolestes is een geslacht van libellen (Odonata) uit de familie van de Pseudopantserjuffers (Lestidae).

## Soorten
Pseudolestes omvat 1 soort:
- Pseudolestes mirabilis Kirby, 1900